# 니콜라이 클레베 브로크

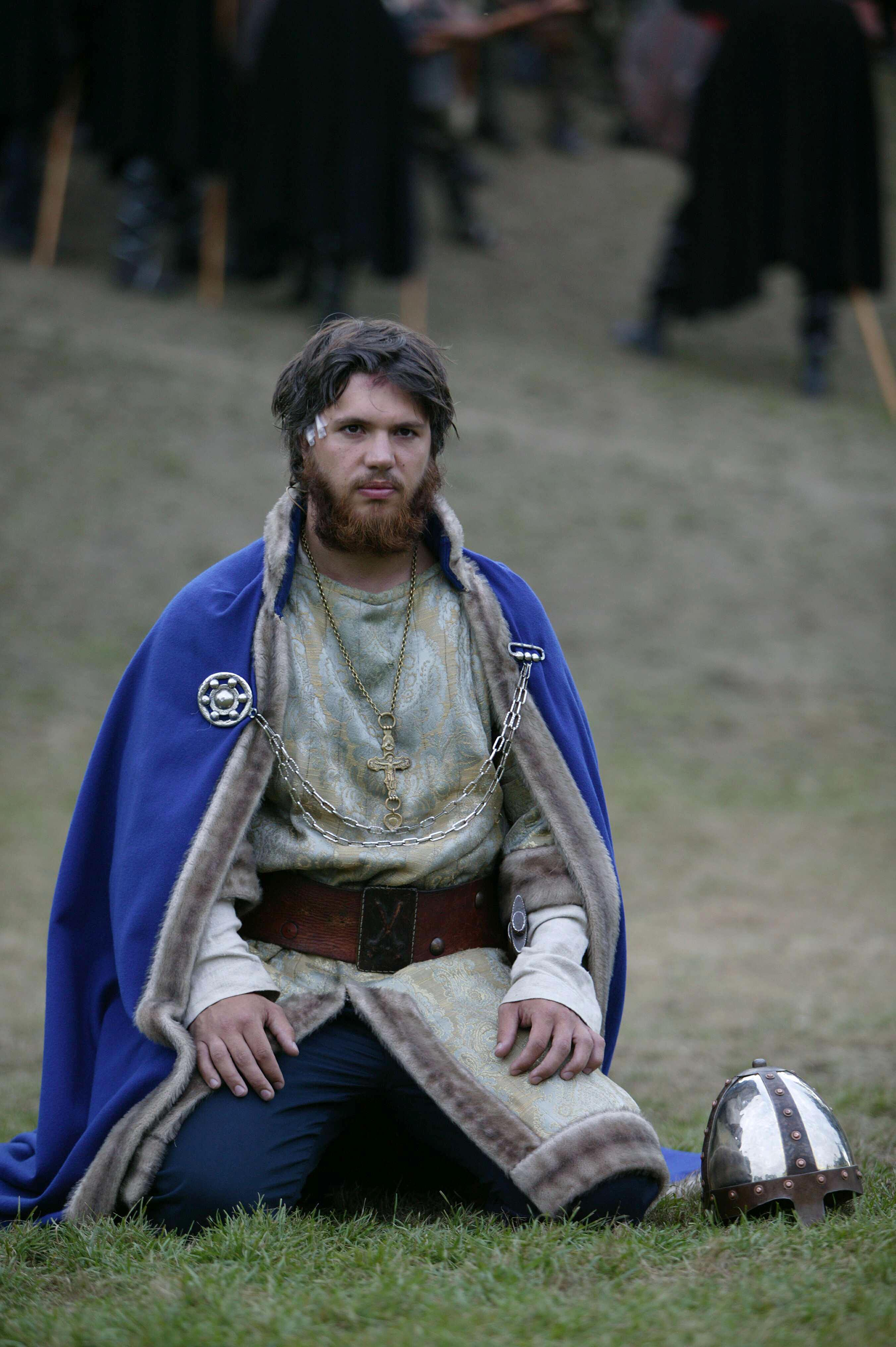

니콜라이 클레베 브로크(노르웨이어: Nicolai Cleve Broch, 1975년 11월 14일 ~ )는 노르웨이의 배우이다. 베룸에서 태어났다.

## 영화
- 하라주쿠 (2018년)
- 오퍼레이션 아크틱 (2014년)
- 하프 브라더 (2013년)
- 라그나로크 (2013년) - 앨런 역
- 특급 살인 (2010년)
- 콜드 런치 (2008년)
- 막스 마누스 (2008년) - 그람 역
- 유로 (2006년) - HP, 한스 페터 역
- 우노 (2004년)